# Johann Rudolf Glauber
Johann Rudolf Glauber (Karlstadt am Main, 10 de março de 1604 – Amsterdã, 16 de março de 1670) foi um alquimista e químico alemão.

## Biografia
Nascido em 1604 em Karlstadt am Main, filho de um barbeiro, era de uma família numerosa e não terminou a escola, mas acredita-se que tenha estudado farmácia e visitado laboratórios. Ele disse que estava feliz por não ter sofrido a rotina do ensino médio, mas por ter aprendido com a experiência. Ele viveu em Viena (1625), Salzburgo, Giessen, Wertheim (1649-1651), Kitzingen (1651-1655), Basileia, Paris, Frankfurt am Main, Colônia e Amsterdã (1640-1644, 1646-1649, 1656-morte). Ele trabalhou primeiro na fabricação de espelhos e depois por dois períodos como Boticário da corte em Giessen, a segunda vez como Boticário Chefe, saindo por causa da Guerra dos Trinta Anos. Em Amsterdã, ele construiu um negócio de fabricação de produtos farmacêuticos (incluindo produtos químicos como o sal de Glauber). Isso levou a um grande sucesso financeiro e, em 1649, à falência, razão pela qual ele se mudou de Amsterdã para Wertheim.
Casou-se duas vezes e, com sua segunda esposa Helena Cornelius (casado em 1641), teve oito filhos. Seu filho Johannes Glauber provavelmente o ajudou com suas ilustrações gravadas.
Em 1660 ele ficou gravemente doente, o que foi atribuído ao envenenamento por vários metais pesados usados em seu trabalho, e em 1666 foi aleijado por uma queda de uma carroça e ficou confinado à cama pelo resto de sua vida. Como resultado, ele teve que vender livros e equipamentos para sustentar sua família. Ele morreu em 16 de março de 1670 em Amsterdã.

## Trabalho
Glauber realizou estudos sobre a química da produção de vinho e obteve sucesso comercial ao licenciar melhorias. Ele também era um boticário, fornecendo medicamentos e conhecido por fornecer tratamento médico gratuito aos pobres. Ele é conhecido por suas contribuições para a química inorgânica e pelo fato de poder viver do produto da produção química com base em suas descobertas e, portanto, era um químico industrial. Suas melhorias nos processos e equipamentos químicos (principalmente fornos e dispositivos de destilação) fazem dele um engenheiro químico precoce.
Ele foi o primeiro a produzir ácido clorídrico concentrado em 1625, combinando ácido sulfúrico e sal de mesa. Ele também fez um processo melhorado para a fabricação de ácido nítrico em 1648, aquecendo nitrato de potássio com ácido sulfúrico concentrado. Sua produção de sulfato de sódio, que ele chamou de sal mirabilis ou "sal maravilhoso", lhe rendeu fama e a honra de ser chamado de "sal de Glauber". Era um laxante eficaz, mas relativamente seguro, em uma época em que a purgação (esvaziamento do trato digestivo) era um tratamento popular para muitas doenças.
O jardim químico (ou jardim de sílica) foi observado pela primeira vez por Glauber e descrito por ele em 1646. Em sua forma original, o jardim químico envolvia a introdução de cristais de cloreto ferroso (FeCl2) em uma solução de silicato de potássio (K2SiO3, copo de água).
Foi o primeiro a sintetizar e isolar tricloreto de antimônio, tricloreto de arsênio, tetracloreto de estanho e cloreto de zinco.
Além disso, ele escreveu cerca de 40 livros. Um visionário é Dess Teutschlands Wohlfahrt (Prosperidade da Alemanha), no qual ele propôs as indústrias químicas como um meio para a recuperação econômica da Alemanha após a Guerra dos Trinta Anos.

## Publicações selecionadas

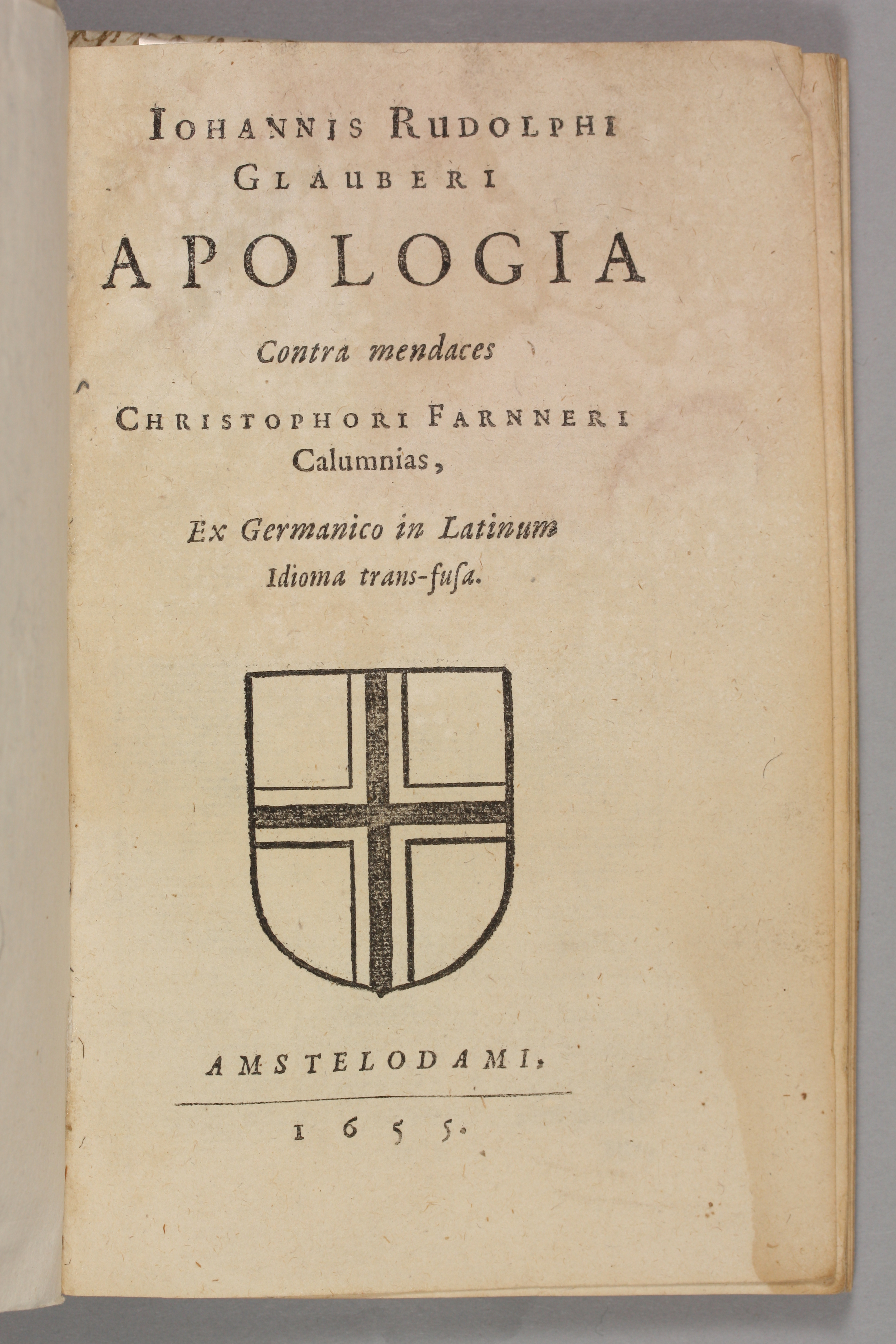
Apologia contra mendaces Christophori Farnneri, 1655

- Dess Teutschlands Wohlfahrt 1656-1661
- Operis mineralis Oder Vieler künstlichen und nutzlichen metallischen Arbeiten Beschreibung, 1651–1652
- Opera omnia (Collected Works), 7 vols 1669
- De Auri Tinctura sive Auro Potabili Vero: Was solche sey/ vnnd wie dieselbe von einem falschen vnd Sophistischen Auro Potabili zu vnterscheiden vnd zu erkennen … wozu solche in Medicina könne gebraucht werden. Beschrieben vnd an Tag gegeben Durch Joh. Rud. Glauberum 1646
- Furni Novi Philosophici Oder Beschreibung einer New-erfundenen Distilir-Kunst: Auch was für Spiritus, Olea, Flores, und andere dergleichen Vegetabilische/ Animalische/ und Mineralische Medicamenten/ damit … können zugericht und bereytet werden, 2 vols. 1646-1647
- Miraculum Mundi, oder Außführliche Beschreibung der wunderbaren Natur/ Art/ vnd Eigenschafft/ deß Großmächtigen Subiecti: Von den Alten Menstruum Vniversale oder Mercurius Philosophorum genandt.. - an Tag geben/ vnd jetzo auff das newe corrigiret vnd verbesert Durch Iohann Rudolph Glaubern, 7 vols. 1653-1658
- Johann Rudolf Glauberi Apologia oder Verthaidigung gegen Christoff Farners Lügen und Ehrabschneidung, 2 vols 1655
- Zweyte Apologia, oder Ehrenrettung gegen Christoff Farnern, Speyerischen Thom-Stiffts Schaffnern zu Löchgaw, unmenschliche Lügen und Ehrabschneidung 1656
- Tractatus De Medicina Universali, Sive Auro Potabili Vero. Oder Außführliche Beschreibung einer wahren Universal Medicin: wie auch deroselben Wunderbahrlichen grossen Krafft und Wirckung.. - Der jetzigen blinden Welt … wolmeinend beschrieben und an Tag gegeben Durch Johan. Rudolph. Glauber, 2 vols. 1657
- Tractatus de natura salium, 2 vols 1658-1659
- Tractatus de signatura salium, metallorum, et planetarum, sive fundamentalis institutio, evident. monstrans, quo pacto facillime non solum salium, metall., atque planetarum … supputari queant (1658) (versão digital 1703)
- Opera chymica: Bücher und Schrifften, so viel deren von ihme bißhero an Tag gegeben worden; jetzo vom neuen übersehen und vermehret (Collected Works), 2 vols 1658-1659 (versão digital)
- Explicatio oder Außlegung über die Wohrten Salomonis: In herbis, verbis, et lapidibus, magna est virtus, 2 vols. 1663-1664
- Libellus dialogorum, sive colloquia, nonnullorum Hermeticae medicinae, ac tincturae universalis 1663
- Novum lumen chimicum: oder e. new-erfundenen u.d. Weldt noch niemahlen bekand-gemachten hohen Secreti Offenbarung 1664
- Von den dreyen Anfangen der Metallen, alß Schwefel, Mercurio und Salz der Weisen 1666
- Tractatus de tribus principiis metallorum, videlicet sulphure, mercurio et sale philosophorum, quemadmodzum illa in medicina, alchymia aliisque artibus associatis utiliter adhiberi valeant 1667
- Glauberus Concentratus Oder Laboratorium Glauberianum: Darinn die Specification, vnd Taxation dehren Medicinalischen/ vnd Chymischen Arcanitäten begriffen; Sambt Aller dehren künstlichen Oefen vnd Instrumenten … Durch Den Authorem … obgedachter Raritäten … an tag gegeben 1668
- De Elia artista 1667
- De tribus lapidibus ignium secretorum: Oder von den drey Alleredelsten Gesteinen 1667 (versão digital 1703)
- De lapide animali 1669
- Libellus ignium: Oder Feuer-Buechlein, Darinnen von unterschiedlichen frembden und biß Dato noch gantz unbekandten Feuern gehandelt: Wozu sie dienen und was für unglaubliche Dinge und unaußsprechlicher Nutzen dem Menschlichen Geschlecht dadurch kommen und zu wegen gebracht werden koenne. Zu Gottes Ehre und Dienst deß Nechsten wolmeinend beschrieben und an Tag gegeben durch Joh. Rudoph. Glauberum 1663 (versão digital 1703)